# Waverley Abbey
Die Waverley Abbey ist eine ehemalige Zisterzienserabtei in der Grafschaft (county) Surrey in Südengland.

## Lage
Die Ruinen der Abtei befinden sich rund 5 km südöstlich des Städtchens Farnham südlich der Straße B 3001 nach Elstead in einer Biegung des nördlichen Quellflusses des River Wey.

## Geschichte

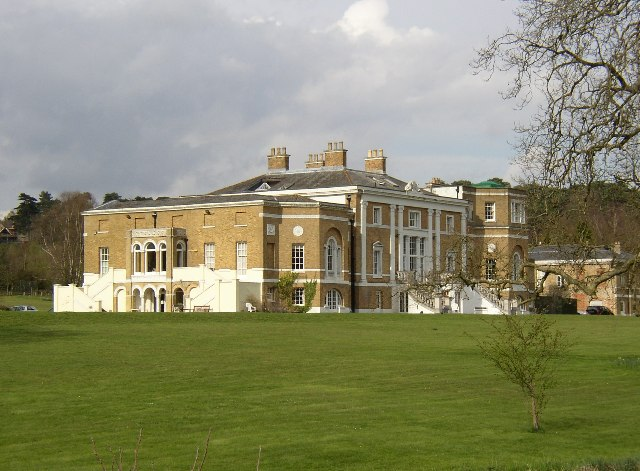
Waverley Abbey House

Das Kloster wurde von William Giffard, dem Bischof von Winchester, im Jahr 1128 als erstes Zisterzienserkloster in England und auf den Britischen Inseln, gestiftet. Es war ein Tochterkloster von L’Aumône in Frankreich und gehörte damit der Filiation von Cîteaux an. Zu den Wohltätern des Klosters gehörten die Königin Adelheid von Löwen, König Stephan und Heinrich von Blois, der jüngere Bruder von König Stephan. Im Jahr 1187 zählte das Kloster etwa 70 Mönche und 120 Laienbrüder. Der ursprüngliche Bau wurde im Jahr 1201 vollendet. Ein Umbau der Anlage erfolgte während des 13. Jahrhunderts: Von 1203 bis 1278 wurden eine größere Kirche und ein neuer Kreuzgang errichtet. Die Könige Johann Ohneland und Heinrich III. besuchten in den Jahren 1208 und 1225 das Kloster. Wegen Überflutungsgefahr wurde die Anlage bis zum 15. Jahrhundert um fast 2 m höher gelegt. Im Jahr 1536 erfolgte die Auflösung des Klosters, das nurmehr von 13 Mönchen bewohnt war und dessen Jahreseinkommen sich auf 174 Pfund belief, und das an Sir William Fitzwilliam, den späteren Earl of Southampton, übertragen wurde.
Rund 300 m nördlich des Klosters wurde ab 1725 das „Waverley“ genannte Herrenhaus in georgianisch-palladianischem Stil errichtet, nachdem bereits früher ein beträchtlicher Teil der Steine für Sir William Mores Herrenhaus Loseley Park (erbaut von 1562 bis 1568) verwendet worden war. Weitere Abbrüche erfolgten von 1771 bis 1786. In den Jahren 1899 bis 1902 fanden umfassende Ausgrabungen statt, doch anschließend wurden die gefundenen Mauerreste wieder zugeschüttet. In der Folgezeit ist die Anlage in Staatseigentum übergegangen; sie wird vom English Heritage betreut.

## Bauten und Anlage

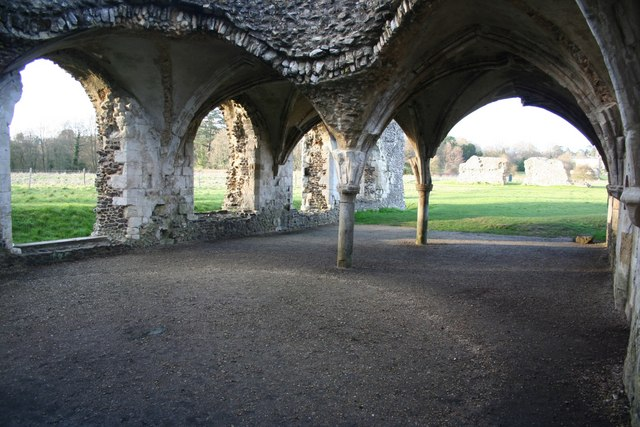
Gewölbe des Laienrefektoriums

Halbwegs erhalten sind der Keller unter dem Laienrefektorium und die Außenmauern des im Süden gelegenen Mönchsdormitoriums mit drei großen Lanzettfenstern. Von der im Norden gelegenen, kreuzförmigen Kirche mit Umgangschor und zehnjochigem Langhaus haben Teile der Nord-, Süd- und Westwände überdauert. Die Klausur lag südlich der Kirche mit Kapitelsaal im Osten, an den Kapitelsaal anschließend einem erhaltenen, tonnengewölbten kleineren Raum, im Süden davon einem großen Mönchsdormitorium, Mönchs- und Laienrefektorium an der Südseite, sowie einem weiteren Hof im Westen, an dem das Gästehaus lag, südlich davon abgesetzt das Krankenhaus der Laien, während das Krankenhaus der Mönche nach Osten vom Kreuzgang abgerückt war. Hinter ihm lag das Abtshaus. Das Brauhaus lag ganz im Westen.

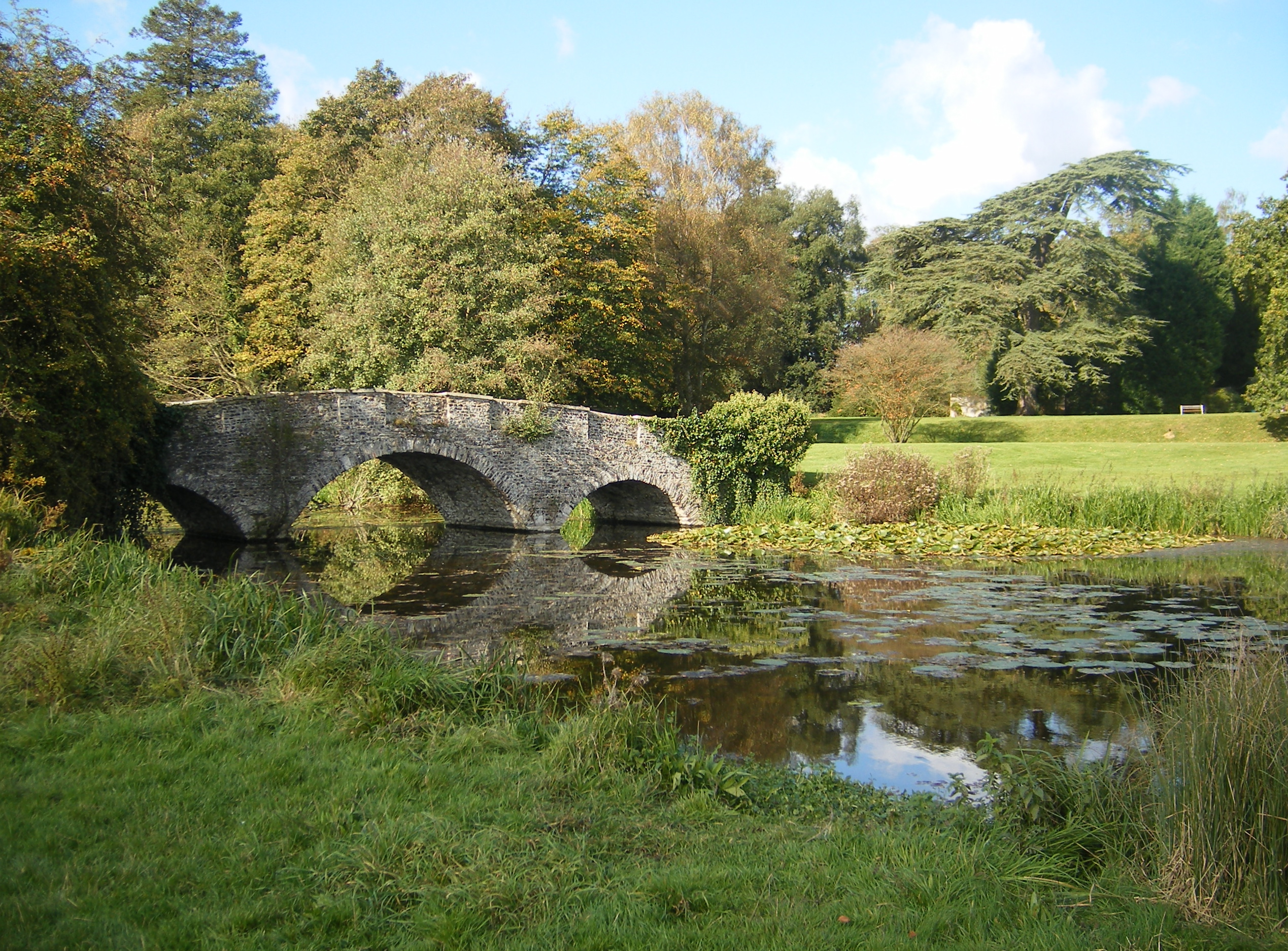
Waverley Abbey Bridge

## Sonstiges
Den Mönchen der Abtei wird der Bau mehrerer Steinbrücken über den River Wey zugeschrieben, von denen noch einige erhalten sind.